# Яблонець-над-Нисою (округ)
Яблонець-над-Нисою (чеськ. okres Jablonec nad Nisou) — адміністративно-територіальна одиниця в Ліберецькому краї Чеської Республіки. Адміністративний центр — місто Яблонець-над-Нисою. Площа округу — 402,30 км², населення становить 89 850 осіб.
До округу входить 34 муніципалітетів, з котрих 8 — міста.